# Eggendorf (Gemeinde Paudorf)
Eggendorf ist eine Ortschaft und eine Katastralgemeinde der Gemeinde Paudorf im Bezirk Krems-Land in Niederösterreich.

## Geografie
Eggendorf befindet sich östlich von Paudorf. Zur Ortschaft zählt weiters der südliche Teil von Panholz.

## Geschichte
Der erstmals im Jahr 1072 als Echendorf erwähnte Ort führt seinen Namen vermutlich auf den althochdeutschen Personennamen Acko oder Ecko zurück. Anlässlich der Gründung von Stift Göttweig schenkte Bischof Altmann von Passau im Jahr 1072 dem Stift in Eggendorf einen Meierhof. Der Ort bestand lange Zeit aus 11 Häusern. Als der Ort anwuchs, blieben diese 11 Häuser bevorrechtet. 1817 ersuchte der Dorfrichter die Stiftsherrschaft um die Aufteilung des Gemeindewaldes auf diese 11 Häuser, worauf eine Waldgenossenschaft gebildet wurde, an der nur diese 11 Häuser beteiligt waren. Laut Adressbuch von Österreich waren im Jahr 1938 in Eggendorf ein Schuster, ein Tischler und zwei Landwirte mit Ab-Hof-Verkauf ansässig. Bis zur Eingemeindung nach Paudorf war der Ort ein Teil der damaligen Gemeinde Höbenbach.

## Siedlungsentwicklung
Zum Jahreswechsel 1979/1980 befanden sich in der Katastralgemeinde Eggendorf insgesamt 38 Bauflächen mit 15.533 m² und 38 Gärten auf 53.959 m², 1989/1990 gab es 47 Bauflächen. 1999/2000 war die Zahl der Bauflächen auf 118 angewachsen und 2009/2010 bestanden 74 Gebäude auf 153 Bauflächen.

## Öffentliche Einrichtungen
In Eggendorf befindet sich ein Kindergarten.

## Bauwerke
Die Ortskapelle Maria Immaculata ist ein schlichter Bau mit rechteckigem Grundriss, geschwungenem Giebel und Walmdach. Sie steht unter Denkmalschutz (Listeneintrag).

## Bodennutzung
Die Katastralgemeinde ist landwirtschaftlich geprägt. 125 Hektar wurden zum Jahreswechsel 1979/1980 landwirtschaftlich genutzt und 52 Hektar waren forstwirtschaftlich geführte Waldflächen. 1999/2000 wurde auf 114 Hektar Landwirtschaft betrieben und 52 Hektar waren als forstwirtschaftlich genutzte Flächen ausgewiesen. Ende 2018 waren 91 Hektar als landwirtschaftliche Flächen genutzt und Forstwirtschaft wurde auf 54 Hektar betrieben. Die durchschnittliche Bodenklimazahl von Eggendorf beträgt 44,2 (Stand 2010).

## Persönlichkeiten
- Hans Sterneder (1889–1981), Lehrer und Schriftsteller, wurde im Ort geboren